# Farallon de Pajaros
Farallon de Pajaros (in spagnolo Farallón de Pájaros, "faraglione degli uccelli") o Urracas è un'isola vulcanica dell'oceano Pacifico. È la più settentrionale delle Isole Marianne.
L'isola ha una superficie di 2,55 km² ed è disabitata. Amministrativamente appartiene alla municipalità Isole Settentrionali delle Isole Marianne Settentrionali.

## Vulcanismo

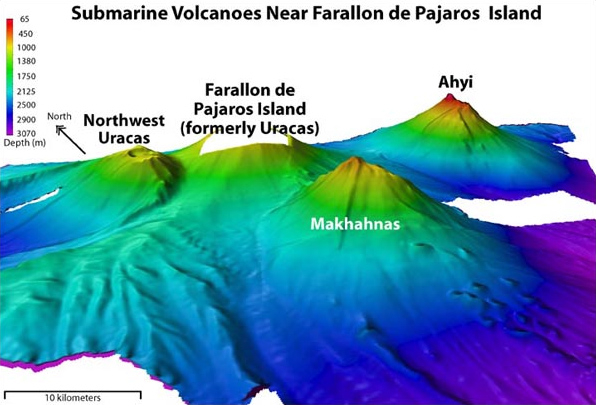
Vulcani sommersi intorno a Farallon de Pajaros (le parti emerse non sono mostrate)

L'isola, che raggiunge un'elevazione di 360m circa, è la parte sommitale di uno stratovulcano che ha la base a circa 600m di profondità.
A partire dal 1864 sono state registrate 16 eruzioni, l'ultima terminata nell'aprile del 1953; da allora la parte emersa del  Farallon de Pajaron non ha più sviluppato attività eruttiva, anche se ci potrebbero essere state eruzioni sottomarine (sicuramente almeno dall'adiacente Makhahnas nel 1967).